# Landet ingenstans
Landet Ingenstans (engelska: Neverland) även kallad Önskeön samt Landet Aldrignågonsin, är en fiktiv ö i J. M. Barries berättelser om bland andra Peter Pan och Tingeling. I området finns bland annat den elake Kapten Krok och hans sjörövare.
I 1911 års version Peter and Wendy refererade Barrie till 'the Neverland', och i många varianter 'the Neverlands'. I tidiga versioner av pjäsen kallades ön 'Peter's Never Never Never Land', ett namn som antogs vara influerat av en dåtida term för outback-Australien.
I Disney Fairies-franchisen bor feerna Never Fairies i Pixie Hollow, på de centrala delarna av ön.